# The Busker
The Busker è un gruppo musicale maltese formato nel 2012 e composto da David "Dav.Jr" Meilak, Jean Paul Borg e Sean Meachen.
Hanno rappresentato Malta all'Eurovision Song Contest 2023 con il brano Dance (Our Own Party).

## Storia
The Busker si sono formati nell'ottobre 2012 come duo composto dal cantante e chitarrista Dario Genovese e dal percussionista Jean Paul Borg. Due anni dopo si sono aggiunti il bassista e tastierista David Grech e il sassofonista Sean Meachen. Il gruppo si ispira a band pop degli anni '60 come i Beatles e i Beach Boys. Hanno iniziato a pubblicare cover e musica originale su YouTube. Nel 2017 è uscito il loro album di debutto, Telegram, seguito l'anno successivo da Ladies and Gentlemen. Dario Genovese ha lasciato il gruppo nel 2021.
Nel novembre 2022 The Busker sono stati confermati fra i 40 partecipanti al Malta Eurovision Song Contest 2023, festival utilizzato per selezionare il rappresentante maltese all'annuale Eurovision Song Contest. Il loro brano per la competizione, Dance (Our Own Party), è stato presentato insieme a tutti gli altri il mese seguente. Dopo essersi qualificati prima dai quarti di finale e poi dalla semifinale di Malta Eurovision Song Contest, l'11 febbraio 2023 The Busker si sono esibiti nella finale, dove il voto combinato di giuria e televoto li ha scelti come vincitori fra le 16 proposte rimanenti e rappresentanti nazionale all'Eurovision Song Contest 2023 a Liverpool. Nel maggio successivo si sono esibiti durante la prima semifinale della manifestazione europea, senza però qualificarsi per la finale.

## Formazione
- David "Dav.Jr" Meilak – voce, basso, tastiera
- Jean Paul Borg – batteria
- Sean Meachen – sassofono

Membri precedenti
- Dario Genovese – voce, chitarra
- David Grech – basso

## Discografia

### Album in studio
- 2017 – Telegram
- 2018 – Ladies and Gentlemen

### EP
- 2021 – X

### Singoli
- 2020 – Just a Little Bit More (con Matthew James)
- 2021 – Don't You Tell Me What to Feel (con Raquela DG)
- 2021 – Loose
- 2021 – Nothing More
- 2022 – Miracle
- 2023 – Dance (Our Own Party)